# پولسکی (تنسی)
پولسکی(به انگلیسی: Pulaski) شهری در ایالت تنسی کشور ایالات متحده آمریکا است که جمعیت آن در سرشماری سال ۲۰۱۰ میلادی، ۷٬۸۷۰ نفر بوده‌است.